# Parananochromis
Parananochromis is een geslacht van straalvinnige vissen uit de familie van de cichliden (Cichlidae).

## Soorten
- Parananochromis axelrodi Lamboj & Stiassny, 2003
- Parananochromis brevirostris Lamboj & Stiassny, 2003
- Parananochromis caudifasciatus Boulenger, 1913
- Parananochromis gabonicus Trewavas, 1975
- Parananochromis longirostris Boulenger, 1903
- Parananochromis ornatus Lamboj & Stiassny, 2003